# Lloyd Anoa'i
Lloyd Anoa'i (Allentown, 7 mei 1970) is een Amerikaans professioneel worstelaar en manager van Samoaanse afkomst. Hij was actief in de World Wrestling Federation (WWF), in 1995, en is lid van de familie Anoa'i.

## In worstelen
- Finishers
  - Samoan drop

## Prestaties
- European Wrestling Association
  - EWA Intercontinental Championship (1 keer)

- Independent Superstars of Pro Wrestling
  - ISPW Tag Team Champion (1 keer met Headshrinker Samu)

- World Wrestling Council
  - WWC World Tag Team Champion (5 keer; 3x met Mohammed Hussein, 1x met Islander Kuhio en 1x met Tahitian Prince)

- World Xtreme Wrestling
  - WXW Tag Team Champion (2 keer met Matt E. Smalls)